# Westerkwartier

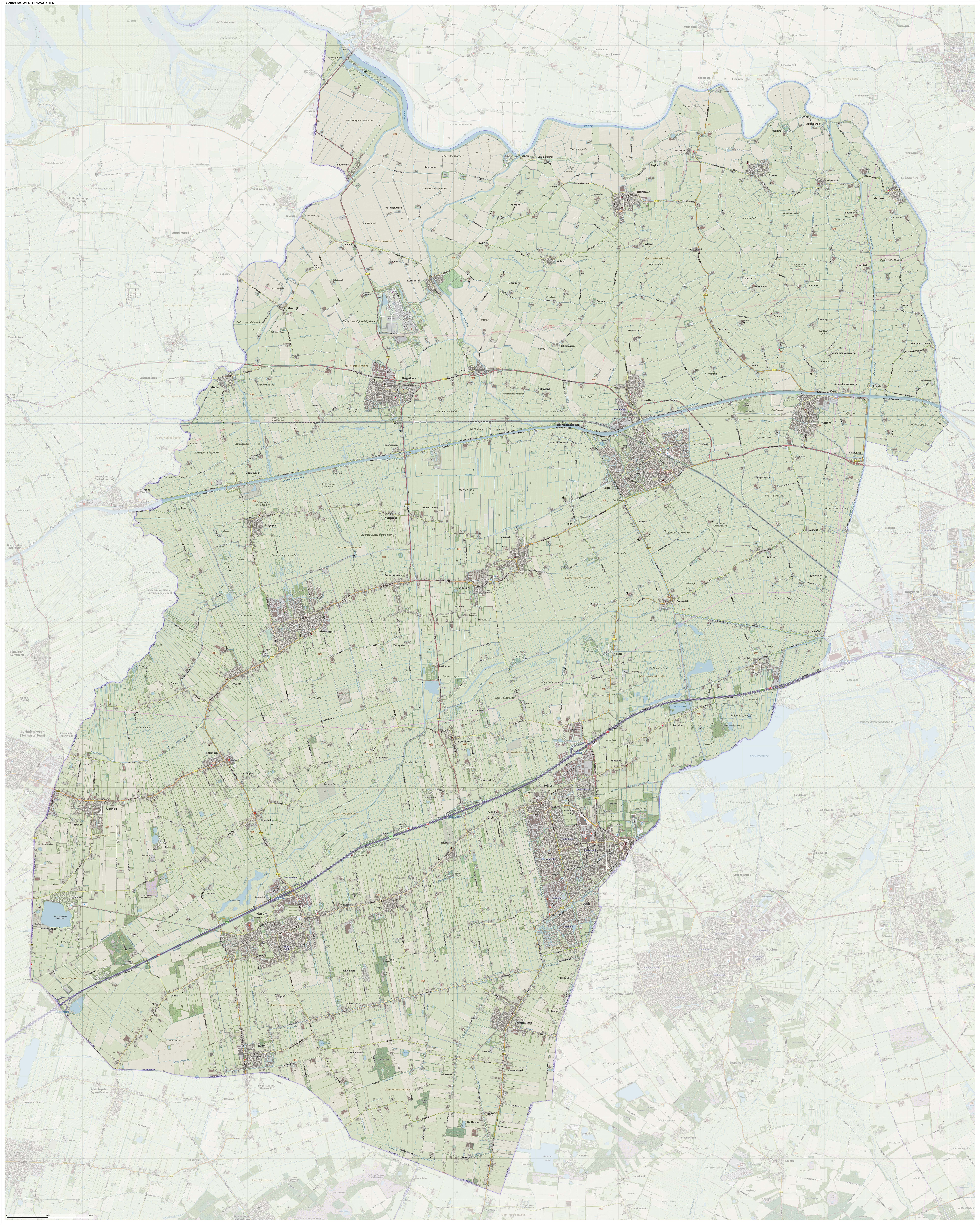
Kommun Westerkwartier

Westerkwartier (groningska: Westerkertier) är en kommun i provinsen Groningen i Nederländerna. Kommunens totala area är 368,74 km² (där 6,13 km² är vatten) och invånarantalet är på 62 901 invånare (2018).
Kommunen skapades den 1 januari 2019 av kommunerna Grootegast, Leek, Marum, Zuidhorn och Winsum (partiellt).